# Списък на реките в Арканзас
Списъкът на реките в Арканзас включва по-големите реки и потоци, които текат в щата Арканзас, Съединените американски щати.
Територията на Арканзас попада изцяло във водосборния басейн на река Мисисипи. Най-големите речни системи в щата са Арканзас, Ред Ривър, Уайт Ривър, Уашита и Сейнт Франсис, чиито водосборни басейни са част от големия водосборен басейн на река Мисисипи.

## По речни системи
Ред Ривър (ляв приток на Мисисипи)
- Ред Ривър
  - Сейлин
  - Косатот
  - Литъл Ривър

Уашита (приток на Ред Ривър)
- Уашита
  - Моро Крийк
  - Сейлин
    - Хърикейн Крийк

  - Литъл Мисури
  - Кадо
  - Байо Бартоломю

Арканзас (ляв приток на Мисисипи)
- Арканзас
  - Байо Мето
  - Фурш Лафай
  - Пти Жан
  - Мълбери

Уайт Ривър (ляв приток на Мисисипи)
- Уайт Ривър
  - Кеш Ривър
    - Байо де Вю

  - Литъл Ред Ривър
  - Блек Ривър
    - Строубери
    - Спринг Ривър

  - Бъфало Ривър
  - Кингс Ривър

Сейнт Франсис (ляв приток на Мисисипи)
- Сейнт Франсис

## По азбучен ред
- Арканзас
- Байо Бартоломю
- Байо де Вю
- Байо Мето
- Блек Ривър
- Бъфало Ривър
- Кадо
- Каш Ривър
- Кингс Ривър
- Косатот
- Литъл Мисури
- Литъл Ред Ривър
- Литъл Ривър
- Мълбери
- Моро Крийк
- Уашита
- Пти Жан
- Ред Ривър
- Сейлин (Ред Ривър)
- Сейлин (Уашита)
- Сейнт Франсис
- Спринг Ривър
- Строубери
- Уайт Ривър
- Фурш Лафай
- Хърикейн Крийк